# Muzeum Wsi Słowińskiej
Muzeum Wsi Słowińskiej (kaszub. Mùzeum Słowińsczi Wsë) – skansen w Klukach k. Smołdzina (województwo pomorskie), oddział Muzeum Pomorza Środkowego w Słupsku.
Placówka zapoczątkowała swoją działalność w 1963 roku, organizując w jednej z zagród, zbudowanej w połowie XIX wieku i zachowanej w miejscu pierwotnej lokalizacji stałą ekspozycję prezentującą kulturę Słowińców – ludności zamieszkałej niegdyś nad jeziorami Gardno i Łebsko.
W 2017 roku skansen zwiedziło 41 080 osób.